# Horace Twiss
Horace Twiss (Bath, 28 februari 1787- Londen, 4 mei 1849) was een Brits schrijver en politicus.

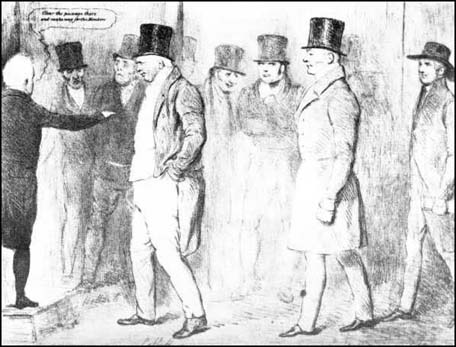
Als derde van rechts, een kwade Horace Twiss bij de aankomst van drie nieuwe parlementsleden in 1833.

## Vroege leven
Twiss werd in 1787 in Engeland geboren. Hij was de oudste zoon uit het huwelijk van Francis Twiss, een Shakespearekenner, met Fanny Kemble, de zus van actrice Sarah Siddons. Twiss werd tot advocaat opgeleid aan de 'Inner Temple'. Als jonge man schreef hij speelse artikelen voor kranten.
Op 2 augustus 1817 huwde Twiss met Anne Lawrence Serle. Serle stierf in 1828. Op 3 april 1830 hertrouwde Twiss met Ann Louisa Andrewanna.

## Carrière
Van 1820 tot 1831 en van 1835 tot 1837 zetelde Twiss in het Britse parlement. In 1825 werd hij door de regering Jenkinson als raadgever van de Admiraliteit en 'Judge Advocate of the Fleet' aangeduid. In 1827 werd Twiss tot lid van de King's Council benoemd. Van 1828 tot 1830 bekleedde hij in de regering Wellesley de functie van 'Under-Secretary of State for War and the Colonies'. In die hoedanigheid zou hij een rol spelen in het ontstaan van de kolonie aan de rivier de Swan.
Twiss was voorstander van de emancipatie van de Katholieken maar gekant tegen de grote hervormingswet. Hij hield er een felle toespraak tegen, wat hem zijn parlementszetel zou kosten.
Twiss werd in de verkiezingen van 1837, 1841 en 1847 verslagen. Hij droeg in die periode bij aan de parlementaire berichtgeving van de krant The Times. In oktober 1844 werd hij tot 'Vice-Chancellor of the Duchy of Lancaster' benoemd, een goed betaald ambt dat hij tot zijn dood zou dragen.

## Nalatenschap
Tijdens het geven van een toespraak op 4 mei 1849 stierf Twiss plots. Hij liet een dochter uit zijn eerste huwelijk (Fanny Horatia Serle Twiss), een zoon uit zijn tweede huwelijk (Quintin William Francis Twiss) en zijn tweede echtgenote achter.
Van Twiss werden enkele teksten uitgegeven (selectie):
- St Stephens Chapel, 1807, een satirisch gedicht dat aan Twiss wordt toegeschreven[7]
- Influence of Prerogative, 1812
- Posthumous Parodies of the Poets, 1812 (anononiem)
- A Selection of Scotch Melodies, door H. R. Bishop met tekst van Twiss, 1814.
- The Carib Chief: a Tragedy in five acts, 1819
- An Inquiry into the Means of consolidating and digesting the Laws of England, 1825
- Conservative Reform, 1832
- Public and Private Life of Lord Eldon, 1844 (in drie delen)

- Catàleg d'autoritats de noms i títols de Catalunya: 981058528330806706
- International Standard Name Identifier: 0000 0000 7369 1560
- Library of Congress Control Number: n85273604
- Nationale Bibliotheek van Israël: 987007276485705171
- Nederlandse Thesaurus van Auteursnamen: 273878808
- SNAC: w6c53xr4
- Système universitaire de documentation: 160988217
- Trove: 1066215
- Virtual International Authority File: 34825671
- WorldCat: E39PBJbRfGc8hCqDkFdYGmQ8YP